# Michael Angerschmid
Michael Angerschmid (Schärding, 24 febbraio 1974) è un allenatore di calcio ed ex calciatore austriaco, di ruolo centrocampista, vice allenatore del Crystal Palace.

## Carriera
Michael Angerschmid ha giocato per tutta la sua carriera nel SV Ried, quasi sempre come difensore. Complessivamente, Angerschmid ha giocato 277 partite nella massima lega austriaca per il Ried, segnando 13 gol. Nella sua ultima stagione 2005/06 ha giocato 22 volte e ha segnato 1 goal. Ha vinto l'ÖFB-Cup 1997-1998.
Dopo aver completato la sua carriera da giocatore, Angerschmid è diventato l'allenatore per la seconda squadra del SV Ried. Nella sua prima stagione nel 2007/08, è passato alla Landesliga West con la squadra si è unita al SV Neuhofen, dando vita al SpG Neuhofen/Ried. Nella stagione 2008/09, il club è diventato campione, ed è stato promosso in quarta serie. Angerschmid è stato allenatore ad interim di SV Ried nelle ultime tre partite della stagione 2007/08, con due pareggi e una sconfitta. Dalla stagione 2008/09 è stato anche vice allenatore dell'SV Ried al fianco di Paul Gludovatz. Nel dicembre 2012 è stato promosso come allenatore.
Da giugno 2015 a giugno 2019 è stato assistente allenatore al LASK Linz con Oliver Glasner, che gioca di nuovo in Bundesliga dalla stagione 2017/18. Con questo è passato al club tedesco di Bundesliga VfL Wolfsburg nell'estate 2019 come vice allenatore.

## Palmarès

### Giocatore

#### Club

##### Competizioni nazionali
- Coppa d'Austria: 2

Ried: 1997-1998, 2010-2011
- Erste Liga: 1

Ried: 2004-2005